# Richard Eldington

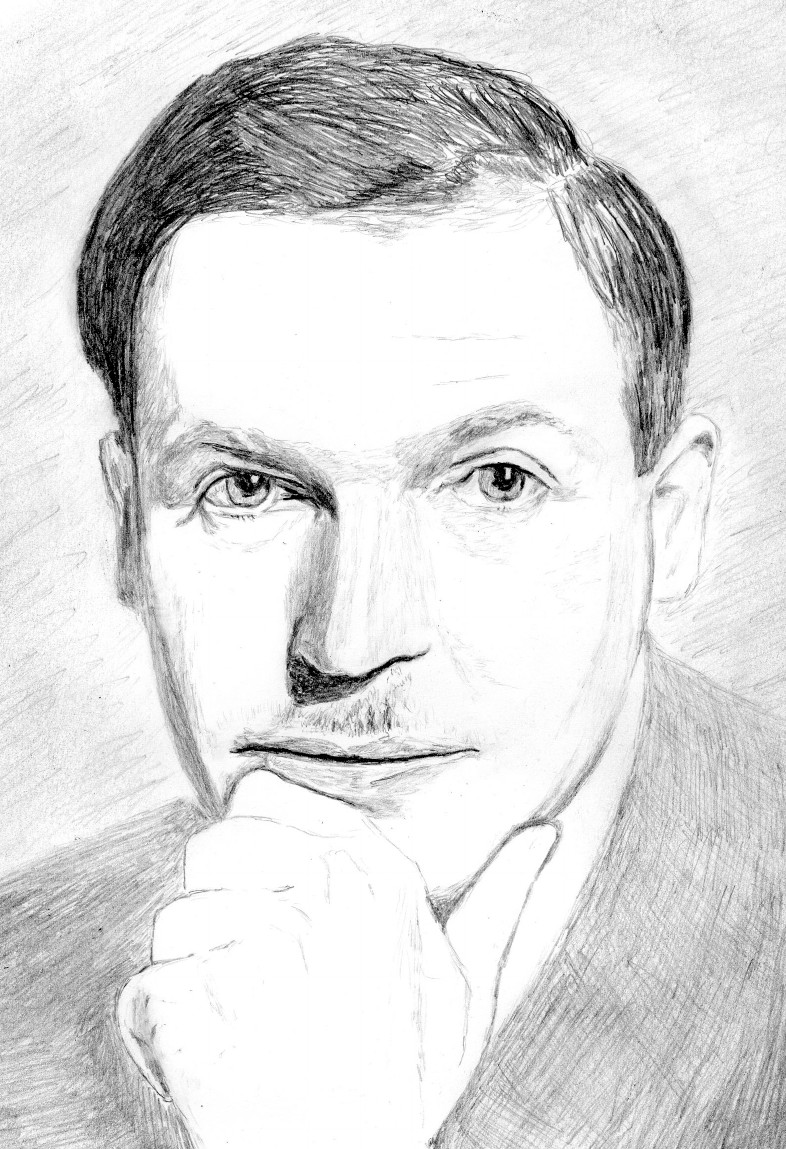
Richard Aldington

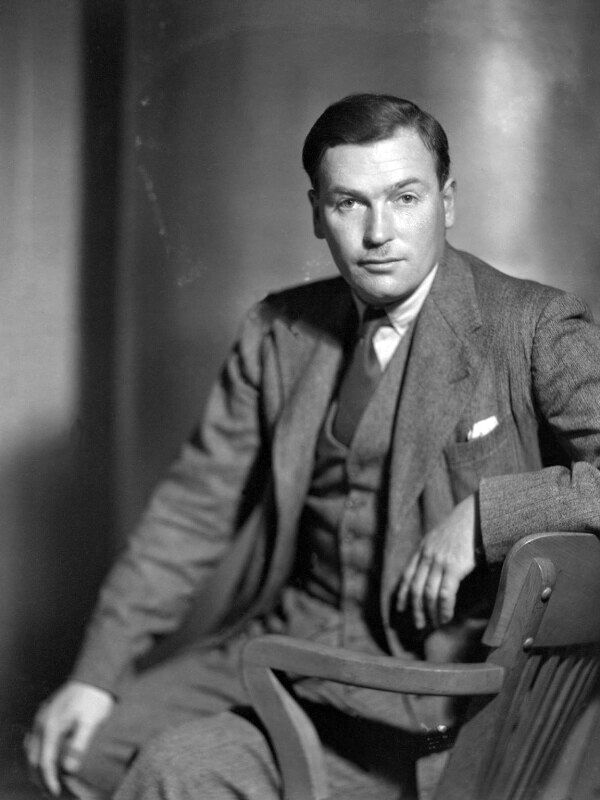
Aldington, 1931

Richard Aldington, geboren Edward Godfree Aldington (Portsmouth, Engeland, 8 juli 1892 - Sury-en-Vaux, 27 juli 1962), was een Engels schrijver en dichter.

## Leven en werk
Aldington was de zoon van een notaris en studeerde kort aan de Universiteit van Londen, zonder zijn studies af te ronden. Al op jonge leeftijd begon hij met het schrijven van gedichten. In 1911 ontmoette hij de dichteres Hilda Doolittle (H.D.), met wie hij twee jaar later trouwde. In 1912 sloot hij zich aan bij de imaginisten-beweging van Ezra Pound. In de anthologie van de beweging, Des imaginistes (1914) werden verscheidene van zijn gedichten opgenomen. Zijn vroege poëzie was doorgaans zonder rijm, vrij van vorm en veelal zinnelijk. Van 1914 tot 1919 werkte hij mee aan het avant-gardistische literaire tijdschrift "The Egoist".
Aldington nam deel aan de Eerste Wereldoorlog, welke ervaring grote invloed zou hebben op zijn latere werk, dat zich kenmerkt door een groot pessimisme. Vanaf de jaren 1940 maakte hij naam met een aantal spraakmakende biografieën, onder andere over de Hertog van Wellington, Lawrence of Arabia en D.H. Lawrence, die uitermate goed gedocumenteerd waren, maar allen negatief kritisch ingestoken.
Aldington vestigde zich in 1938, na zijn scheiding van Doolittle, in Parijs. Hij overleed in 1962 op 70-jarige leeftijd. The Times typeerde hem bij zijn overlijden als "an angry young man of the generation before they became fashionable and who remained something of an angry old man to the end".